# European Darts Championship
Het European Darts Championship, het Europese dartskampioenschap, is een van de belangrijke PDC-dartstoernooien van het jaar. Het toernooi wordt sinds 2008 gehouden. De beste 32 spelers van de PDC European Tour Order of Merit spelen mee. Deze ranglijst bestaat uit het verdiende prijzengeld van de European Tour evenementen die gedurende het jaar door heel Europa gehouden worden.
De gekozen naam van het toernooi veroorzaakt soms verwarring: het is geen Europees Kampioenschap zoals gebruikelijk bij sporten, met alleen deelnemers uit Europa. Het European Championship is het eindtoernooi van de European Tours en komt zodoende aan zijn naam.
Phil Taylor won de eerste vier edities gevolgd door Simon Whitlock in 2012 en Adrian Lewis in 2013. Michael van Gerwen was in 2014 de eerste Nederlander die het toernooi wist te winnen en prolongeerde zijn titel in 2015, 2016 en 2017.

## Sponsors
| Sponsor        | Jaren       |
| -------------- | ----------- |
| PartyPoker.net | 2008 – 2013 |
| 888.com        | 2014        |
| Unibet         | 2015 – 2020 |
| Cazoo          | 2021 – 2022 |
| Machineseeker  | 2023 - 2024 |

## Finales
| Jaar | Winnaar (gemiddelde in finale) | Legs    | Runner-up (gemiddelde in finale) | Prijzenpot | Winnaar   | Runner-up | Locatie                          | Tijdsduur                         |
| ---- | ------------------------------ | ------- | -------------------------------- | ---------- | --------- | --------- | -------------------------------- | --------------------------------- |
| 2008 | Phil Taylor (104.35)           | 11 – 5  | Adrian Lewis (96.56)             | £ 200.000  | £ 50.000  | £ 25.000  | Südbahnhof, Frankfurt            | 30 oktober – 2 november (3 dagen) |
| 2009 | Phil Taylor (109.35)           | 11 – 3  | Steve Beaton (97.16)             | £ 200.000  | £ 50.000  | £ 200.000 | Claus Event Center, Hoofddorp    | 29 oktober – 1 november (4 dagen) |
| 2010 | Phil Taylor (105.75)           | 11 – 1  | Wayne Jones (94.64)              | £ 200.000  | £ 50.000  | £ 200.000 | Stadthalle Dinslaken, Dinslaken  | 29 juli – 1 augustus (4 dagen)    |
| 2011 | Phil Taylor (109.29)           | 11 – 8  | Adrian Lewis (98.72)             | £ 200.000  | £ 50.000  | £ 200.000 | Maritim Hotel, Düsseldorf        | 28 – 31 juli (4 dagen)            |
| 2012 | Simon Whitlock (94.91)         | 11 – 5  | Wes Newton (89.47)               | £ 200.000  | £ 50.000  | £ 200.000 | RWE-Sporthalle, Mülheim          | 20 – 23 september (4 dagen)       |
| 2013 | Adrian Lewis (103.34)          | 11 – 6  | Simon Whitlock (99.59)           | £ 200.000  | £ 50.000  | £ 200.000 | RWE-Sporthalle, Mülheim          | 4 – 7 juli (4 dagen)              |
| 2014 | Michael van Gerwen (98.16)     | 11 – 4  | Terry Jenkins (92.90)            | £ 250.000  | £ 55.000  | £ 25.000  | RWE-Sporthalle, Mülheim          | 24 – 26 oktober (3 dagen)         |
| 2015 | Michael van Gerwen (107.28)    | 11 – 10 | Gary Anderson (102.42)           | £ 300.000  | £ 65.000  | £ 35.000  | Ethias Arena, Hasselt            | 30 oktober – 1 november (3 dagen) |
| 2016 | Michael van Gerwen (111.62)    | 11 – 1  | Mensur Suljović (85.91)          | £ 400.000  | £ 100.000 | £ 40.000  | Ethias Arena, Hasselt            | 28 – 30 oktober (3 dagen)         |
| 2017 | Michael van Gerwen (108.91)    | 11 – 7  | Rob Cross (102.39)               | £ 400.000  | £ 100.000 | £ 40.000  | Ethias Arena, Hasselt            | 26 – 29 oktober (4 dagen)         |
| 2018 | James Wade (91.44)             | 11 – 8  | Simon Whitlock (88.81)           | £ 400.000  | £ 100.000 | £ 40.000  | Westfalenhallen, Dortmund        | 25 – 28 oktober (4 dagen)         |
| 2019 | Rob Cross (95.21)              | 11 – 9  | Gerwyn Price (94.56)             | £ 500.000  | £ 120.000 | £ 60.000  | Lokhalle, Göttingen              | 24 – 27 oktober (4 dagen)         |
| 2020 | Peter Wright (104.33)          | 11 – 4  | James Wade (95.28)               | £ 500.000  | £ 120.000 | £ 60.000  | König Pilsener Arena, Oberhausen | 29 oktober – 1 november (4 dagen) |
| 2021 | Rob Cross (92.91)              | 11 – 8  | Michael van Gerwen (93.66)       | £ 500.000  | £ 120.000 | £ 60.000  | Salzburgarena, Salzburg          | 14 oktober – 17 oktober (4 dagen) |
| 2022 | Ross Smith (101.32)            | 11 – 8  | Michael Smith (100.47)           | £ 500.000  | £ 120.000 | £ 60.000  | Westfalenhallen, Dortmund        | 27 oktober – 30 oktober (4 dagen) |
| 2023 | Peter Wright (97.39)           | 11 – 6  | James Wade (92.09)               | £ 500.000  | £ 120.000 | £ 60.000  | Westfalenhallen, Dortmund        | 26 oktober – 29 oktober (4 dagen) |
| 2024 | Ritchie Edhouse (90.55)        | 11 – 3  | Jermaine Wattimena (84.64)       | £ 600.000  | £ 120.000 | £ 60.000  | Westfalenhallen, Dortmund        | 24 oktober – 27 oktober (4 dagen) |

## Finalisten
| Speler             | Gewonnen | Runner-up |
| ------------------ | -------- | --------- |
| Michael van Gerwen | 4        | 1         |
| Phil Taylor        | 4        | 0         |
| Rob Cross          | 2        | 1         |
| Peter Wright       | 2        | 0         |
| Adrian Lewis       | 1        | 2         |
| Simon Whitlock     | 1        | 2         |
| James Wade         | 1        | 2         |
| Ross Smith         | 1        | 0         |
| Ritchie Edhouse    | 1        | 0         |
| Steve Beaton       | 0        | 1         |
| Wayne Jones        | 0        | 1         |
| Wes Newton         | 0        | 1         |
| Terry Jenkins      | 0        | 1         |
| Gary Anderson      | 0        | 1         |
| Mensur Suljović    | 0        | 1         |
| Daryl Gurney       | 0        | 1         |
| Michael Smith      | 0        | 1         |
| Jermaine Wattimena | 0        | 1         |

## Nine-dart finishes
| Speler             | Jaar | Ronde        | Resultaat | Tegenstander          |
| ------------------ | ---- | ------------ | --------- | --------------------- |
| José de Sousa      | 2020 | Eerste ronde | 6 – 3     | Jeffrey de Zwaan      |
| Kyle Anderson      | 2017 | Halve finale | 10 – 11   | Michael van Gerwen    |
| Michael van Gerwen | 2014 | Halve finale | 11 – 6    | Raymond van Barneveld |
| Adrian Lewis       | 2011 | Halve finale | 11 – 10   | Raymond van Barneveld |

2008 · 2009 · 2010 · 2011 · 2012 · 2013 · 2014 · 2015 · 2016 · 2017 · 2018 · 2019 · 2020 · 2021 · 2022 · 2023 · 2024